# (35076) Yataro
(35076) Yataro es un asteroide perteneciente al cinturón de asteroides descubierto el 21 de enero de 1990 por Tsutomu Seki desde el Observatorio de Geisei, Geisei, Japón.
Designado provisionalmente como 1990 BA1. Fue nombrado Yataro en honor a Yataro Iwasaki, nacido en Inokuchi (actual ciudad de Aki, Prefectura de Kōchi) amigo cercano de Ryoma Sakamoto y jugó un papel crucial en la restauración de Meiji. También hizo una gran contribución al desarrollo económico de Japón.

## Características orbitales
Yataro está situado a una distancia media del Sol de 2,652 ua, pudiendo alejarse hasta 2,750 ua y acercarse hasta 2,554 ua. Su excentricidad es 0,036 y la inclinación orbital 12,50 grados. Emplea 1578,03 días en completar una órbita alrededor del Sol.

## Características físicas
La magnitud absoluta de Yataro es 13,8. Tiene 11,053 km de diámetro y su albedo se estima en 0,048. 